# Carinthia-Filmkunst
Die Carinthia-Filmkunst GmbH war eine Filmproduktions- und Verleihgesellschaft in Kärnten mit Sitz in Klagenfurt.

## Geschichte
Sie wurde 1952 von Hans-Gustl Kernmayr, Hans Schott-Schöbinger und Josef Friedrich Perkonig gegründet. Kernmayr schied kurz nach der Gründung wieder aus der Gesellschaft aus.
Die Carinthia-Filmkunst stellte vor allem Kulturfilme für das Kino-Vorprogramm her, die Kärntens Landschaft, Kulturgüter und Brauchtum zum Thema haben. Die Filme wurden hauptsächlich von Hans Gessl, zum Teil auch von Hans Theyer und Paul Bruck fotografiert. Zwischen 1953 und 1959 entstanden 14 Kulturfilme, von denen dreizehn erhalten sind. Lediglich der Industriefilm „Veredeltes Holz“ muss derzeit als verschollen gelten. Der überwiegende Teil der Kulturfilme wurde in schwarz-weiß gedreht.
Die Kulturfilme entstanden nach Manuskripten und unter der Leitung von Josef Friedrich Perkonig. Zehn dieser Kulturfilme wurden auf DVD veröffentlicht.
Nach dem Tode Perkonigs 1959 wurden keine Kulturfilmproduktionen mehr in Angriff genommen.
Die Carinthia-Filmkunst stellte auch zwei Spielfilme in Co-Produktion mit deutschen Filmgesellschaften her (Holiday am Wörthersee, Der Pastor mit der Jazztrompete), die mittelmäßige geschäftliche Erfolge wurden. Der Film Der Pastor mit der Jazztrompete war die letzte Produktion dieser Filmgesellschaft.

## Filme
- 1953: Alle Tage Sonnenschein (Regie: Hans Schott-Schöbinger)
- 1953: Das Haus der heiligen Hemma – Der Gurker Dom (Regie: Hans Schott-Schöbinger)
- 1953: Hochzeitsreise nach Kärnten (Regie: Hans Schott-Schöbinger)
- 1953: Veredeltes Holz (gilt als verschollen)
- 1954: Bei Almrausch, Speik und Enzian (Regie: Hans Schott-Schöbinger)
- 1954: Die Büchsenmacher von Ferlach (Regie: Hans Schott-Schöbinger)
- 1954: Die Stadt Noreia wird gesucht (Regie: Hans Schott-Schöbinger)
- 1954: Unter den stillen Almen (Regie: Hans Schott-Schöbinger)
- 1955/56: Die Abtei im Paradies – Stift St. Paul im Lavanttal (Regie: Josef Friedrich Perkonig)
- 1955/56: Bumstrara (Regie: Josef Friedrich Perkonig)
- 1956: Tief in den Kärntner Bergen (Regie: Hans Schott-Schöbinger)
- 1956: Holiday am Wörthersee (Regie: Hans Schott-Schöbinger), Co-Produktion mit Rialto-Film, München
- 1957: 5 Minuten vor 12 – Von der Arbeit des Restaurators (Regie: Josef Friedrich Perkonig)
- 1957: Die Lindwurmstadt am Wörthersee (Regie: Josef Friedrich Perkonig)
- 1959: Die vier Jahreszeiten (Regie: Josef Friedrich Perkonig)
- 1962: Der Pfarrer mit der Jazztrompete (Regie: Hans Schott-Schöbinger), Co-Produktion mit Reinhardt-Film (Karlsruhe)